# The Dip
The Dip ist eine Pop-, Rhythmus- und Blues-Band, die 2013 von Jazzmusikstudenten an der University of Washington in Seattle gegründet wurde. Die Band kombiniert eine typische Pop-Instrumentierung mit einer dreiteiligen Bläsersektion. Bisher veröffentlichten sie drei Alben sowie zwei instrumentale EPs.

## Geschichte
Die Bandmitglieder Jarred Katz, Mark Hunter und Tom Eddy teilten ein Haus in der Nähe der University of Washington, wo sie gelegentlich gemeinsam Gitarrensongs spielten, manchmal in Begleitung ihres Freundes Jacob Lundgren. Eine Trio namens Honeynut Horns (Brennan Carter, Evan Smith und Levi Gillis) lebte in der Nachbarschaft und spielte Jazzsongs auf ihrem Balkon. Die beiden Gruppen schlossen sich schließlich zusammen, um The Dip zu gründen.
Ursprünglich wurde die Band gegründet, um auf Hauspartys an der University of Washington zu spielen und den Bandmitgliedern, allesamt Jazzmusikstudenten, die Gelegenheit zu bieten, mainstream-mäßigere Musik zu spielen. Sie nahmen 2013 eine EP in ihrem Zimmer auf und gaben im selben Sommer ihr erstes Konzert im Barboza in Seattle.
Im Jahr 2015 veröffentlichte die Band ihr selbstbetiteltes erstes Album, gefolgt von dem instrumentalen Album "Won't Be Coming Back" im darauffolgenden Jahr. 2019 veröffentlichten sie ihr zweites Vollalbum "The Dip Delivers", das in einem von ihnen selbst gebauten Studio aufgenommen wurde. Im Jahr 2020 brachten sie eine zweite instrumentale EP mit dem Titel "The Dip Plays It Cool" heraus. 2021 unterzeichnete die Band einen Vertrag bei Dualtone Records und veröffentlichte die Single "Paddle To The Stars", gefolgt von dem Vollalbum "Sticking With It" im März 2022.
Die Band hat an mehreren Musikfestivals teilgenommen und auch längere Tourneen unternommen, darunter eine Europa-Tournee 2019 mit Durand Jones & The Indications sowie eine Japan-Tour. Obwohl sie 2020 aufgrund der Pandemie eine Tournee absagen mussten, tourten sie 2022 in Nordamerika, darunter einige Termine als Vorgruppe von Lake Street Dive und ein Auftritt beim Bonnaroo Music Festival. Ihre Tournee setzte sich 2023 fort, begann am 15. Februar in Kansas City und endete mit einem geplanten Auftritt beim Bumbershoot-Festival in Seattle.